# Marina Deníkina
La comtessa Marina Antónovna Deníkina, rus: Мари́на Анто́новна Дени́кина (20 de febrer de 1919, Ekaterinodar, Rússia-16 de novembre de 2005, Versalles, França), coneguda sota el pseudònim de Marina Grey, fou una periodista i historiadora francesa d'origen rus, filla del general Anton Denikin, líder de l'Exèrcit Blanc durant la Guerra Civil russa, i de Ksénia Deníkina. Va deixar Rússia el 1920 amb la seva família quan encara era una nena; la família, des del 1926, va viure a França.

## Biografia

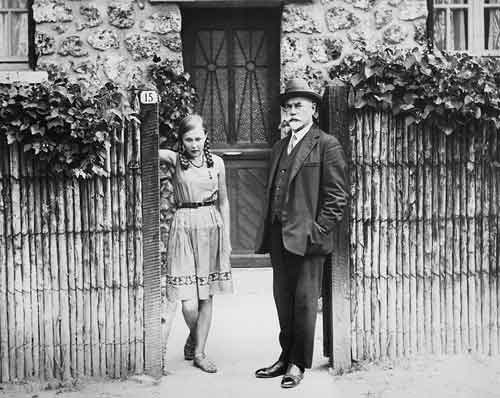
Marina amb el seu pare el 1933 al llindar de casa seva a Sèvres, un suburbi de París

El general Denikin somiava amb el seu "fill Vanka", però Ksénia, al febrer del 1919, li va donar una nena. Al principi, Ksénia Deníkina volia anomenar Ariadna la seva filla, i Denikin s'estimava més el nom de Maria. Al final arribaren a un nom de compromís i li posaren Marina. Quan tenia 4 anys, el seu pare li havia ensenyat a llegir, escriure i a comptar fins a cent. Els Denikin no tenien llibres per a nens a l'exili, i el pare ensenyà a la filla la llengua russa amb les obres completes de Lérmontov.
Un cop divorciada del seu primer marit, es va tornar a casar amb l'historiador francès Jean-François Chiappe, del qual va adquirir el títol de comtessa.
Durant molts anys, Marina ha treballat en televisió, escrivint llibres, especialment sobre la història de Rússia, sota el nom de Marina Grey. Durant la seva etapa televisiva, es relacionà amb personatges de l'època, com ara Gérard Philipe, Pablo Picasso, Marc Chagall, Salvador Dalí, Edith Piaf, Françoise Sagan i d'altres.
Després que Pompidou succeís Charles de Gaulle com a president de França, aquest va dir que no volia veure Marina Grey a la televisió, i per raons polítiques va abandonar el periodisme de televisió.
El 2005 es va arribar a un acord per traslladar les restes del seu pare, Anton Denikin (mort el 1947 i enterrat als Estats Units), i la seva mare, Ksénia Deníkina (morta el 1973 i enterrada a França) a la seva Rússia natal.
Marina Deníkina va donar al president rus Vladímir Putin l'espasa del seu pare. Aquest li retornà la ciutadania russa, perduda després de l'exili de la seva família.
Va morir el 16 de novembre de 2005. Va deixar un fill, Michel Boudet i diversos nets.

## Publicacions
- Les Armées blanches (en col·laboració amb Jean Bourdier)
- Le Général meurt à minuit
- Mon père le général Dénikine
- Enquête sur Louis XVII
- Le Baron de Batz
- Hébert : le père Duchesne, agent royaliste
- Qui a tué Raspoutine ?
- La Saga de l'exil
- Les Aventures du ciel
- Enquête sur le massacre des Romanov, París, Perrin, 1987, 1a edició
- Enquête sur le massacre des Romanov, París, Perrin, 1994, 2a edició
- Paul Ier – Le tsar bâtard 1754-1801, Perrin, París 1998, ISBN 978-2-262-01462-9
- Mimizan-sur-Guerre